# Andrzej Rosner
Andrzej Karol Rosner (ur. 24 czerwca 1949 w Warszawie) – polski działacz opozycji w PRL, wydawca, społecznik, urzędnik.

## Życiorys

### PRL
Ukończył VI Liceum Ogólnokształcące im. Tadeusza Reytana w Warszawie (1967). Absolwent studiów historycznych na Wydziale Historycznym Uniwersytetu Warszawskiego, w latach 1977–1978 i 1980–1985 asystent w Instytucie Historycznym UW. Od 1976 był współpracownikiem Komitetu Obrony Robotników. Od 1977 działał w niezależnym ruchu wydawniczym: w latach 1977–1981 w Wydawnictwie „Głos” i Niezależnej Oficynie Wydawniczej NOWA; w lutym 1981 był współzałożycielem Wydawnictwa „Krąg”, które wyłoniło się z grupy „Głosu” i którym kierował w 1981 (razem z Wojciechem Fałkowskim) i ponownie w podziemiu od 1985 do 1990. Internowany w stanie wojennym od 13 grudnia 1981 do kwietnia 1982. Od 1982 współpracował z wydawnictwem „Krąg”, początkowo odpowiadając za finansowanie i kontakty zagraniczne. Od 1985 poza szefowaniem wydawnictwu był także członkiem Funduszu Wydawnictw Niezależnych.

### III Rzeczpospolita
Od 1990 do 1991 pracował w reaktywowanym tygodniku „Po Prostu”, a następnie w miesięczniku „Mówią Wieki”. W latach 1992–1994 pełnił funkcję pełnomocnika ministra kultury ds. literatury, książki i bibliotek, a w latach 1994–1996 dyrektora Departamentu Książki w Ministerstwie Kultury i Sztuki. Odszedł po głośnym konflikcie z ministrem Zdzisławem Podkańskim. Od grudnia 1996 do czerwca 2002 był dyrektorem i redaktorem naczelnym Wydawnictwa Książkowego „Twój STYL”. Od czerwca 2002 był dyrektorem i naczelnym redaktorem założonego przez siebie Wydawnictwa Rosner i Wspólnicy. Od lipca 2010 jest prezesem zarządu wydawnictwa Pascal.
Andrzej Rosner był wiceprezesem Polskiej Izby Książki (2000–2003) i Polskiego Towarzystwa Wydawców Książek (2000–2004). Członek m.in. Stowarzyszenia Wolnego Słowa i Towarzystwa Opieki nad Archiwum Instytutu Literackiego w Paryżu.
21 września 2006 Prezydent RP Lech Kaczyński odznaczył go Krzyżem Oficerskim Orderu Odrodzenia Polski.
Żonaty, ma dwoje dzieci – córkę Zuzannę oraz syna Jana.